# Dance (album)
Dance – ósmy album studyjny zespołu Akcent, wydany na kasecie magnetofonowej w 1996 roku przez firmę fonograficzną Green Star.
Zawiera 10 premierowych utworów. Jest to album odmienny od dotychczas nagranych przez zespół. Stanowi odejście od nurtu disco polo na rzecz muzyki dance. W tym czasie do zespołu dołączył Igor Giro, który odpowiadał za aranżacje utworów i realizację materiału, a także wspierał wokalnie Mariusza Anikieja, który na tym albumie przejął funkcję pierwszego wokalisty. Nagrania zrealizowano w Studio Ramzes w Białymstoku.
Do utworów: „Daleko do gwiazd” i „Całuj mnie” nakręcono teledyski, które były emitowane w TV Polsat.

## Lista utworów
Strona A
1. „Daleko do gwiazd”
2. „Całuj mnie”
3. „Pokochaj mnie dziewczyno”
4. „W obłokach”
5. „Czy to ja?”

Strona B
1. „Czy tak czy nie”
2. „We mgle”
3. „Wciąż gnam”
4. „Harem”
5. „Jesteś moja”

Realizacja nagrań: Igor Giro

## Skład zespołu
- Mariusz Anikiej
- Igor Giro
- Zenon Martyniuk